# Au am Rhein
Pour les articles homonymes, voir Au.
Au am Rhein est une commune allemande, située dans le Land de Bade-Wurtemberg et l'arrondissement de Rastatt.

## Géographie
Au am Rhein se situe dans le Fossé rhénan.

### Communes limitrophes
La commune est limitrophe des communes suivantes :
- dans le Land de Rhénanie-Palatinat :
  - au nord, au-delà du Rhin, de la commune de Neuburg am Rhein, à laquelle elle est indirectement reliée par un bac,
- dans le Land de Bade-Wurtemberg :
  - dans l'arrondissement de Karlsruhe :
    - au nord-est, de la commune de Rheinstetten,

  - dans l'arrondissement de Rastatt :
    - à l'est, au sud-est et au sud, de la commune de Durmersheim,
    - au sud et au sud-ouest, de la commune d'Elchesheim-Illingen,
- en France, au-delà du Rhin, dans le département du Bas-Rhin :
  - à l'ouest et au nord-ouest, de la commune de Lauterbourg, avec laquelle les seuls liens de communication sont le bac ci-dessus, ou encore, beaucoup plus au sud, celui existant entre Seltz, en Alsace, et l'ancienne commune de Plittersdorf, rattachée à la ville de Rastatt.

### Quartiers
La commune est divisée en quartiers :

## Histoire
Dès l’époque romaine on pouvait déjà passer le Rhin à Au am Rhein, comme le prouve une borne milliaire qui jusqu’en 1811 fut encastrée dans la tour de l’église paroissiale (depuis elle se trouve au Badisches Landesmuseum de Karlsruhe). Une route romaine venant de Baden-Baden franchissait donc le Rhin. En 1898 des vestiges d’une des colonies romaines ont été retrouvés dans le Grubenäcker.
C’est en 830 que le village fut mentionné pour la première fois sous le nom d’Augi. À cette époque, un prêtre nommé Milo légua ses biens au monastère de Wissembourg en Alsace, qui avait aussi des biens à cet endroit. Au Xe siècle, le monastère possédait quatre propriétés, 33 fermes, 30 prairies, deux églises et le droit à la dime, comme il est attesté dans le Codex Edelini écrit à la fin du XIIIe siècle. Presque tous les grands monastères de la région possédaient ainsi des biens dans ce lieu important par sa situation : le comte Gebhardt et le comte Egeno von Urach avaient donné au monastère de Hirsau leurs biens à Au vers 1080 ; le monastère d’Herrenalb possédait également des propriétés à cet endroit vers 1177 et en reçut d’autres en 1258 des mains du comte Eberhardt IV d’Eberstein. Enfin, l’abbaye de Lichtenthal devait aussi y être possessionnée, car en 1371 l’abbesse et le couvent donnèrent leur propriété en fief à Dietrich Fladt de Pforzheim.

## Administration
Le conseil municipal comprend, outre le maire :
- 4 conseillers membres de l'Union chrétienne-démocrate d'Allemagne (CDU),
- 6 conseillers membres de la FWG-Fraktion,
- 2 conseillers membres du Parti social-démocrate d'Allemagne (SPD) [1].

## Démographie
La population d'Au am Rhein, en raison de la proximité avec la ville de Karlsruhe, a connu une expansion démographique importante, depuis les années 1980, avec un accroissement de sa population de l'ordre d'environ un tiers (de 2 754 habitants, en 1985, à 3 342, en 2007).

## Infrastructures
La commune est relativement proche de trois échangeurs autoroutiers, à Rastatt, Ettlingen et Karlsruhe, qui donnent accès à l'autoroute fédérale B 5.
La route fédérale la plus proche est la B 36, qui dessert les villes de Rastatt et Karlsruhe et est directement accessible, à moins de 3 km d'Au am Rhein, sur le territoire de la commune de Durmersheim.
En matière de facilités ferroviaires, les habitants d'Au am Rhein disposent de l'accès à la gare de Durmersheim, desservie par le réseau de S-Bahn (équivalent d'un réseau de transport régional).